# Le Mesnil-Saint-Jean
Le Mesnil-Saint-Jean es una comuna nueva francesa situada en el departamento de Eure, de la región de Normandía.

## Historia
Fue creada el 1 de enero de 2019, en aplicación de una resolución del prefecto de Eure de 25 de septiembre de 2018 con la unión de las comunas de Saint-Georges-du-Mesnil y Saint-Jean-de-la-Léqueraye, pasando a estar el ayuntamiento en la antigua comuna de Saint-Georges-du-Mesnil.

## Demografía
Según los datos aportados en la resolución del prefecto de Eure, la comuna se crea con 199 habitantes.

## Composición
| Comuna fusionada           | Código INSEE | Población (2016) | Superficie (km²) | Densidad (hab./km²) |
| -------------------------- | ------------ | ---------------- | ---------------- | ------------------- |
| Saint-Georges-du-Mesnil    | 27541        | 139              | 3.18             | 44                  |
| Saint-Jean-de-la-Léqueraye | 27551        | 63               | 4.67             | 13                  |